# Lego Bionicle: Das Abenteuer beginnt
Lego Bionicle: Das Abenteuer beginnt (orig. Lego Bionicle: The Journey to One) ist eine animierte Serie aus dem Lego-Universum, die vom 4. März bis 29. Juli 2016 auf Netflix veröffentlicht wurde. Sie wurde vom kanadischen Studio The Volta animiert, während das Drehbuch von Mark Palmer mit Unterstützung von Lego geschrieben und von Nicholas-Denis Robitaille inszeniert wurde, wobei Geneviève Savard als Produzentin und Mathieu Boucher und Jean-François Tremblay als ausführende Produzenten fungierten. Matt Betteker, einer der Zeichner von Bionicle, schuf das Konzept für die Serie. Die deutsche Fassung stammt von SDI Media Germany unter der Synchronregie von Jeffrey Wipprecht.
Auf der mythischen Insel Okoto sind die Mächte der Finsternis auf dem Vormarsch, und der böse Makuta arbeitet daran, die ganze Welt in Finsternis zu stürzen. Die verzweifelten Inselbewohner heuern sechs Helden, die Toa (Bionicles), an. Nur wenn die Helden zusammen arbeiten, können sie die Kräfte des Bösen bekämpfen, Makuta besiegen und Okoto retten.
| Figur  | Originalsprecher   | Deutscher Sprecher |
| ------ | ------------------ | ------------------ |
| Ekimu  | William Jordan     | Lutz Mackensy      |
| Gali   | Jacqui Fox         | Anja Rybiczka      |
| Kopaka |                    | Joachim Kaps       |
| Lewa   | Geoff Hughes       | Sebastian Kluckert |
| Onua   | William Jordan     | Tilo Schmitz       |
| Pohatu | Paolo Bryant       | Oliver Siebeck     |
| Umarak | Michael Strickland | Bernd Vollbrecht   |

| #         | dt. Titel                    |
| Staffel 1 | Staffel 1                    |
| --------- | ---------------------------- |
| 1         | Prolog: Die Legende beginnt  |
| 2         | Pflicht und Einheit          |
| 3         | Der Weg zur Maske von Makuta |
| Staffel 2 |                              |
| 4         | Zerstörerische Spiel         |
| 5         | Das dunkle Portal            |